# چلتیک
چلتیک (به ترکی استانبولی: Çeltik) یک منطقهٔ مسکونی در ترکیه است که در استان قونیه واقع شده‌است. چلتیک ۸۶۸ متر بالاتر از سطح دریا واقع شده‌است.